# Avalon Wilderness Reserve
Die Avalon Wilderness Reserve ist ein Naturschutzgebiet auf der zur kanadischen Provinz Neufundland und Labrador gehörenden Insel Neufundland. Das Schutzgebiet wurde 1964 im Rahmen des Wildlife Act als Avalon Wilderness Area eingerichtet. 1986 erhielt das Schutzgebiet im Rahmen des Wilderness and Ecological Reserves Act seinen heutigen Status. Hauptzweck für die Errichtung des Reservats ist der Schutz des Kanadischen Waldkaribus (Rangifer tarandus caribou), dessen südlichster Bestand in dem Gebiet vorkommt. Für Erholungssuchende bietet das Gebiet Kanu- und Angelgewässer. Es besteht die Möglichkeit zum wilden Camping, zur Vogel- und Tierbeobachtung sowie der Landschaftsfotografie. Für alle Aktivitäten im Schutzgebiet ist eine offizielle Genehmigung erforderlich.

## Lage
Das Schutzgebiet umfasst eine Fläche von 1070 km². Es liegt im zentralen Südosten der Avalon-Halbinsel. Die höchste Erhebung bildet der 334 m hohe Bread and Cheese Hill. 

## Tier- und Pflanzenwelt
Die aus etwa 2000 Tieren (Stand 1998) bestehende Avalon Karibu-Herde lebt in der Avalon Wilderness Reserve und den angrenzenden Gebieten. Im Schutzgebiet kommt das Moorschneehuhn vor. In dem Gebiet wachsen verschiedene Flechten sowie die Rote Schlauchpflanze. In den Flüssen, die durch das Reservat fließen, kommen u. a. folgende Fischarten vor: Bachsaibling, Forelle, Arktischer Stint und Süßwasserlachs (Ouananiche), die nicht-anadrome Form des Atlantischen Lachses. Es gibt sechs Flüsse, in welche anadrome Lachse hinauf wandern. Diese sind: Renews River, Biscay Bay River, Peter’s River, North Arm River und Salmonier River sowie Northwest Brook.